# Mannenberghöhlen und Mannenbergstollen
Mannenberghöhlen und Mannenbergstollen este o arie protejată (arie specială de conservare — SAC, sit de importanță comunitară — SCI) din Germania întinsă pe o suprafață de 0,51 ha, integral pe uscat.

## Localizare
Centrul sitului Mannenberghöhlen und Mannenbergstollen este situat la coordonatele 50°30′00″N 6°37′41″E / 50.5°N 6.6281°E.

## Înființare
Situl Mannenberghöhlen und Mannenbergstollen a fost declarat sit de importanță comunitară în martie 2001 pentru a proteja 2 specii de animale. Situl a fost protejat și ca arie specială de conservare în octombrie 2004.

## Biodiversitate
Situată în ecoregiunea continentală, aria protejată conține 2 habitate naturale: Pante stâncoase calcaroase cu vegetație casmofită, Peșteri inaccesibile publicului.
La baza desemnării sitului se află mai multe specii protejate de  mamifere (2): liliac cu urechi mari (Myotis bechsteinii), liliac comun (Myotis myotis).
Pe lângă speciile protejate, pe teritoriul sitului au mai fost identificate 4 specii de mamifere.